# Gertruda Szalsza
Gertruda Szalsza (Szalszówna) (ur. 13 marca 1924 we Wrocławiu,  zm. 12 września 2009 w Katowicach) – polska aktorka teatralna i filmowa.

## Życiorys
Od dzieciństwa związana z Katowicami, absolwentka Studium Teatralnego przy Państwowym Teatrze Śląskim (1947). Zadebiutowała na scenie w 1947 roku, w latach 1959–1990 aktorka Teatru Nowego w Zabrzu. Zagrała w nim około dwustu ról, w tym szereg komediowych. Największą popularność przyniosła jej rola Karlikowej w telewizyjnym serialu komediowym Święta wojna.
Pochowana 17 września 2009 na cmentarzu parafialnym przy ul. Henryka Sienkiewicza w Katowicach.

## Filmografia
- 1979: Wiśnie, jako Frieda Kowalik[6]
- 1999–2007: Święta wojna, jako Karlikowa, sąsiadka Dwornioków[6]